# Telling Stories
Pour l'album de The Charlatans, voir Tellin' Stories.
Albums de Tracy Chapman
New Beginning
(1995) Collection
(2001)
Singles
1. Telling Stories
Sortie : 2000

Telling Stories est le cinquième opus de l'auteure-compositrice et interprète américaine Tracy Chapman. Il est sorti le 14 février 2000 sur le label Elektra. 
On peut entendre la voix d'Emmylou Harris sur le morceau The Only One.

## Liste des chansons
- Tous les titres sont signés par Tracy Chapman

1. Telling Stories - 3:57
2. Less Than Strangers - 3:19
3. Speak The Word - 4:12
4. It's OK - 4:00
5. Wedding Song - 4:35
6. Unsung Psalm - 4:19
7. Nothing Yet - 3:22)
8. Paper And Ink - 4:52
9. Devotion  - 2:48
10. The Only One - 3:08
11. First Try - 3:33

### CD bonus
Sur des éditions limitées, il y a un cd-bonus : un maxi-cd contenant 5 chansons dont 4 en live
1. Three Little Birds (Bob Marley) (Live) (3:27)
Enregistré à "One Love: An All Star Tribute To Bob Marley", TNT Concert & TNT Television Special Oracabessa, Jamaïque le 4 décembre 1999
2. The House of the Rising Sun (Chanson traditionnelle) (Live) (2:02)
Enregistré à the Greek Theatre, Berkeley & à A&M Studio, Los Angeles, 1990
3. Mountains o'Things (Live) (5:06)
Enregistré à Montreux Jazz Festival le 4 juillet 1988
4. Behind the Wall (Live) (2:09)
Enregistré à The Donnar Warehouse, Londres le 25 mars 1988
5. Baby Can I Hold You (3:13)
Venant de son premier album Tracy Chapman, 1988

## Musiciens
- Tracy Chapman: chant, guitare acoustique et électrique, bouzouki, autoharpe, strumstick, chœurs
- Steve Hunter: guitare électrique, lap steel, dulcimer
- Tim Pierce: guitare acoustique et électrique, dobro, mandoline, sitar électrique
- Jaydee Maness: pedal steel
- Larry Klein: basse
- Andy Stoller: basse
- Howie Hersh: basse
- John Pierce: basse
- Patrick Warren: chamberlin, claviers
- Tommy Eyre: claviers
- Mike Finnigan: orgue
- Denny Fongheiser: batterie, percussions
- Iki Levy: programmation batterie
- Alex Acuña: percussions
- Scarlet Rivera: violon
- Rock Deadrick, Glenys Rogers: chœurs

Invitée spéciale
- Emmylou Harris: chant sur The Only One

## Charts et certifications
| Pays             | Durée du classement | Meilleur classement |
| ---------------- | ------------------- | ------------------- |
| Allemagne        | 21 semaines         | 5e                  |
| Australie        | 2 semaines          | 33e                 |
| Autriche         | 20 semaines         | 5e                  |
| Canada           | 20 semaines         | 15e                 |
| États-Unis       | 22 semaines         | 33e                 |
| France           | 38 semaines         | 9e                  |
| Italie           | 7 semaines          | 14 e                |
| Norvège          | 6 semaines          | 17e                 |
| Nouvelle-Zélande | 8 semaines          | 10e                 |
| Royaume-Uni      | 2 semaines          | 85e                 |
| Suède            | 16 semaines         | 16e                 |
| Suisse           | 31 semaines         | 2e                  |

| Pays             | Certification | Ventes    | Date       |
| ---------------- | ------------- | --------- | ---------- |
| Allemagne        | Or            | 150 000 + | 2003       |
| États-Unis       | Or            | 500 000 + | 05/05/2000 |
| France           | 2 × Or        | 200 000 + | 2001       |
| Nouvelle-Zélande | Or            | 7 500 +   | 30/04/2000 |
| Suisse           | Or            | 25 000 +  | 2000       |

### Charts singles
| Date | Single          | Chart               | Durée du classement | Position |
| ---- | --------------- | ------------------- | ------------------- | -------- |
| 2000 | Telling Stories | Adult Top 40        | 26 semaines         | 8e       |
| 2000 | Telling Stories | Top 100             | 6 semaines          | 84e      |
| 2000 | Telling Stories | RMNZ Singles Top40  | 10 semaines         | 22e      |
| 2000 | Telling Stories | Schweizer Hitparade | 3 semaines          | 76e      |